# Anemia underwoodiana
Anemia underwoodiana är en ormbunkeart som beskrevs av William Ralph Maxon. Anemia underwoodiana ingår i släktet Anemia och familjen Anemiaceae. Inga underarter finns listade.